# Vladímir Maxímov (arquero)
Vladímir Maxímov (en ruso: Владимир Максимов) es un deportista soviético que compitió en tiro con arco, en la modalidad de arco recurvo.
Ganó tres medallas en el Campeonato Europeo de Tiro con Arco al Aire Libre, en los años 1978 y 1980, y una medalla de oro en el Campeonato Europeo de Tiro con Arco en Sala de 1983.

## Palmarés internacional
| Campeonato Europeo al Aire Libre | Campeonato Europeo al Aire Libre | Campeonato Europeo al Aire Libre | Campeonato Europeo al Aire Libre |
| Año                              | Lugar                            | Medalla                          | Prueba                           |
| -------------------------------- | -------------------------------- | -------------------------------- | -------------------------------- |
| 1978                             | Stoneleigh (Reino Unido)         | Medalla de oro                   | Equipo                           |
| 1978                             | Stoneleigh (Reino Unido)         | Medalla de plata                 | Individual                       |
| 1980                             | Compiègne (Francia)              | Medalla de plata                 | Equipo                           |
| Campeonato Europeo en Sala       |                                  |                                  |                                  |
| Año                              | Lugar                            | Medalla                          | Prueba                           |
| 1983                             | Falun (Suecia)                   | Medalla de oro                   | Equipo                           |